# Habronestes driscolli
Habronestes driscolli là một loài nhện trong họ Zodariidae.
Loài này thuộc chi Habronestes. Habronestes driscolli được Barbara C. Baehr miêu tả năm 2003.